# 災厄の町
『災厄の町』（さいやくのまち、Calamity Town ）は、1942年に発表されたエラリイ・クイーンの長編推理小説。
エラリイ・クイーン（作者と同名の探偵）が登場する作品で、架空の町ライツヴィルを舞台にした最初の作品である。

## あらすじ
エラリイ・クイーンがライツヴィルで借りた家具付き住宅は、町一番の旧家で地元銀行の頭取が、次女のノーラの結婚祝いとして、自宅の隣に立ててやった家だった。ところが、そのノーラの結婚相手、ジム・ヘイトは、結婚式の前日に姿を消して三年。ところが、そのジム・ヘイトが突然、故郷ライツヴィルに戻ってきた。その一週間後、8月31日に彼は、その帰りを待ち、独身でいた許婚のノーラと結婚し、二人は夫婦となった。そんなある日、ノーラと三女のパットはジムの書斎の準備中、夫の読みかけの本の間に、夫が書いたと思われる未投函の古ぼけた封筒を発見する。ノーラはその手紙を隠したが、エラリイとパットはそれを発見する。日付は、11月28日、12月25日、1月1日、宛名は、ミス・ローズマリー・ヘイト、彼の姉である。そこには妻の病状が悪化と、三通目には妻の死を知らせる文面が載っていた。封筒が挟まっていた本は、エッジカムの『毒物学』。果たして、これは予定された殺人計画なのか、自分はこんなにも愛している夫に殺されるのだろうか。
11月8日、ジム・ヘイトの姉、ローズマリー・ヘイトがライツヴィルにやってくる。ジム・ヘイトは街の居酒屋で飲んだくれて、エラリイとパットが家まで連れ帰る。ジムは、酔っぱらいの戯言として「ぼくの妻、あの女、ちくしょう、憎たらしい妻」「見ていやがれ！ ぼくはあの女を始末してやる！」と口走る。警察署長と郡検事もそこに居合わせる。エラリイは、なんとかその殺人事件を事前に防ごうとする。
しかし、手紙に描かれていた通り、11月28日、12月25日とノーラが毒をもられ、1月1日はローズマリーが毒殺される。三通の手紙は果たして、この事件を予告していたのか？ あの手紙を書いたのは、本当にジムなのか。そして、彼の三年間の失踪はなんだったのか。

## 主な登場人物
- ジム・ヘイト - ライツヴィルに戻ってきた失踪花婿。ノーラの夫となる。
- ノーラ・ヘイト　- ジムの帰りを待つ花嫁。ライト家の次女。
- ハンター　- 2人のために新しく建てられた家を買い取ったボストンの資産家。引っ越しの最中に心臓麻痺で死亡した。
- ローラ・ライト　- ライト家の長女。駆け落ちして、夫に先立たれる。ライト家に帰ることができず郊外に住んで、飲んだくれている。
- パトリシア（パット）・ライト　- ノーラの妹でライト家の三女。活発な十代の娘。
- ジョン・F・ライト　- ライト家の家長。ライツヴィル・ナショナル銀行の頭取。
- ハーマイオニ―・ライト　- ジョン・Ｆの妻。ノーラたちの母親。
- タビサ・ライト　- ジョン・Ｆの妹。
- ローズマリー・ヘイト　- ジムの妹だということでライト家に招かれる。
- エミリーン・デュプレ　- ハイト夫妻の隣人。“町の宣伝屋”。
- フランク・ロイド　- レコード新聞社社長。
- J・C・ペティグルー　- 不動産周旋屋。
- カーメル・ベティグルー　- J・Cの娘。パトリシアの友人。
- ルーディー　- ライト家の老家政婦。
- ヘンリー・クレイ・ジャクソン　- ライト家の執事。
- マイロ・ウイロビー　- 産婦人科医。ライト家の娘たちも取り上げた。
- エリー・マーチン　- 判事。痩せて小柄な、眠たげな目とぶっきらぼうな態度の男。
- クラリス・マーチン　- エリーの妻。
- ロバータ・ロバーツ　- 婦人通信員。ジムの無罪を強硬に主張する。
- カーター・ブラッドフォード　- ライト郡の検事。聡明、長身の青年。パトリシアの恋人。
- ライサンダー・ニューボルド　- 裁判長。
- デイキン署長　- ライツヴィル警察の署長。
- ブレイディ巡査　- ライツヴィル警察の巡査。
- ロレンツォ・グレンヴィル- 筆跡鑑定家。目がしょぼしょぼして両ほほがくぼんだ小男。
- エラリイ・クイーン - 推理作家の名探偵。ライツヴィルの名家であるライト一家から部屋を借り、エラリイ・スミスと名乗って新作執筆に務める。

## 提示される謎
- 進行中の殺人

## 特記事項
- 裁判所でエラリイが、「犯人たりうる最重要容疑者」として、とんでもない人物の名前をあげる。
- エラリイのライツヴィル来訪が8月で、事件発生は10月。事件が防止できず、解決までその後さらに7ヵ月もかかっている。

## 作品の評価
- ハヤカワベスト100・51位
- EQアンケート22位
- エラリー・クイーン・ファンクラブ会員40名の採点による「クイーン長編ランキング」9位[1]。
- 作者自身が選ぶベストスリー（本作品と『チャイナ橙の謎』『中途の家』、「番外」に『九尾の猫』）[2]。

## 日本語訳書
- 初出『宝石』1950年3月号 （妹尾アキ夫 = 訳）に抄訳掲載。
- 本作品は、現在は早川書房の日本語版翻訳権独占作品となっている。

| 出版年         | タイトル                              | 出版社   | 文庫名等                        | 訳者     | 巻末                                            | ページ数 | ISBNコード        | カバーデザイン                                   | 備考           |
| -------------- | ------------------------------------- | -------- | ------------------------------- | -------- | ----------------------------------------------- | -------- | ----------------- | ------------------------------------------------ | -------------- |
| 1950年4月      | 災厄の町                              | 新樹社   | ぶらっく選書 6                  | 妹尾韶夫 |                                                 | 316      |                   |                                                  |                |
| 1955年7月15日  | 災厄の町                              | 早川書房 | ハヤカワ・ポケット・ミステリ185 | 妹尾韶夫 |                                                 | 261      |                   |                                                  |                |
| 1960年10月21日 | ライツビルの殺人事件                  | 新潮社   | 新潮文庫 白色帯 111F            | 能島武文 | 解説 能島武文                                   | 444      |                   | パラフィン紙装 白色帯                            |                |
| 1972年8月      | 世界ミステリ全集 3 エラリイ・クイーン | 早川書房 | 世界ミステリ全集                | 青田勝   | エラリイ・クイ−ンについて座談会                 | 835      |                   |                                                  | [ 日本語訳 2 ] |
| 1975年10月15日 | 災厄の町                              | 早川書房 | ハヤカワ・ポケット・ミステリ185 | 青田勝   |                                                 | 316      |                   |                                                  |                |
| 1977年1月30日  | 災厄の町                              | 早川書房 | ハヤカワ・ミステリ文庫HM 2-12   | 青田勝   | 解説 青田勝                                     | 401      | 978-4-15-070112-3 | 北園克衛                                         |                |
| 2014年12月5日  | 災厄の町〔新訳版〕                    | 早川書房 | ハヤカワ・ミステリ文庫HM 2-51   | 越前敏弥 | 訳者あとがき、 解説 クイーンの最高傑作 飯城勇三 | 513      | 978-4-15-070151-2 | カバーデザイン:albireo、 カバーイラスト:三宅瑠人 |                |